# Milia (dystrykt Pafos)
Milia (gr. Μηλιά) – wieś w Republice Cypryjskiej, w dystrykcie Pafos. W 2011 roku liczyła 14 mieszkańców.